# Bianca Ryan
Bianca Taylor Ryan (født 1. September 1994) i er en amerikansk sangerinde og guitarist fra Philadelphia i Pennsylvania, USA.
Ryan blev berømt da hun vandt i debut-sæsonen af NBC's America's Got Talent i 2006 som elleve-årig.